# Treta de ballesta

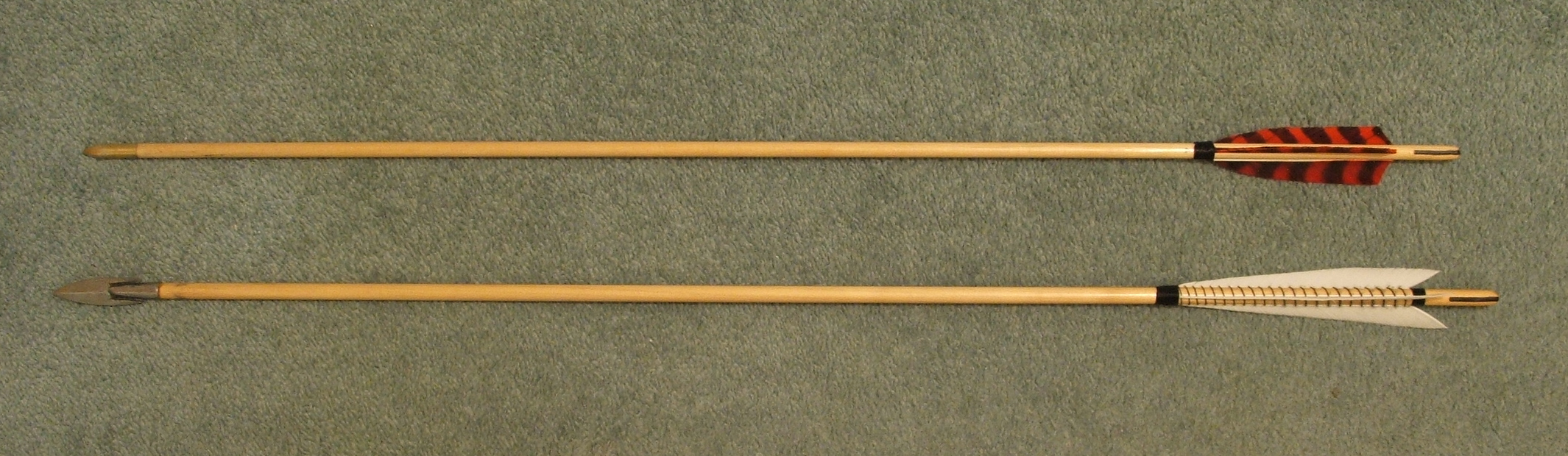
Dues sagetes per a arc. La de dalt, moderna. La de baix una imitació d'una sageta medieval.

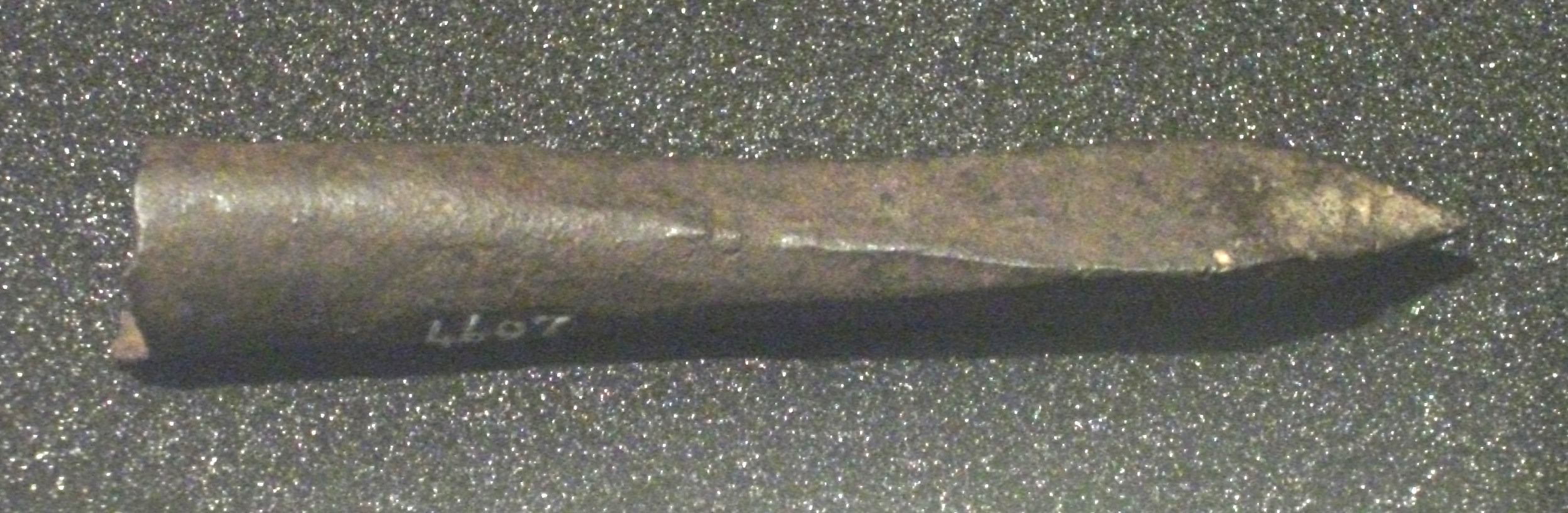
Punta o ferrussa de cairell de ballesta. Època medieval.

Aplicat a les ballestes medievals (i posteriors) una treta o un tret es el terme genèric per a un projectil de ballesta.
En la parla popular és freqüent esmentar com a sagetes els projectils de la ballesta. De fet una sageta no és, ni ha estat mai, un projectil adequat per a una ballesta. El terme sageta és ambivalent.
- Una sageta té una llargària de 60 cm o més.
- Una treta de ballesta (cairell, virató,... etc) fa uns 30 cm de llarg.

Comparada amb una sageta, una treta és molt més curta, gruixuda i pesant. La tija d'una treta podia ser de secció circular o quadrada. Quan tenia punta, aquesta podia ser cònica o piramidal (sovint amb quatres cares).

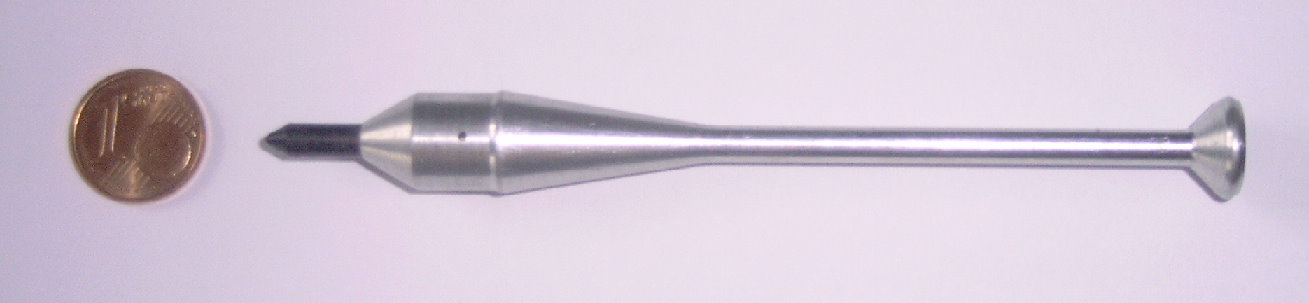
Treta de ballesta o virató de fabricació moderna. N'hi ha de moltes menes, molt diferents.

Hi havia tretes amb empenatge i sense. L'empenatge podia formar part de la tija de fusta, amb un tallat adequat, o estar fet de cuiro o de metall. També podia ser semblant al d'una sageta, fet a partir de plomes d'ocell.

## Tipus de tretes
- De fusta amb punta metàl·lica : vira, virató,[3] cairell,[4] estralla,[5] passador[6]
- De fusta i metall, sense punta: matràs,[7] capferro[8]
- Projectils esfèrics : bales (d'argila cuita, ferro, plom…)

## Projectils de màquines de guerra antigues
Algunes màquines de guerra antigues (gastrafetes, oxybolos, balista i altres) disparaven projectils semblants als que després emprarien les ballestes medievals. Les dimensions i el pes d'aquests projectils antics eren molt més grans que les tretes medievals. Malgrat això, alguns tractats especialitzats en anglès (per posar un exemple) tradueixen els termes originals que designen els projectils indicats (en grec o en traduccions al llatí d'obres gregues) per la paraula anglesa “bolt” (projectil de ballesta, equivalent a treta).

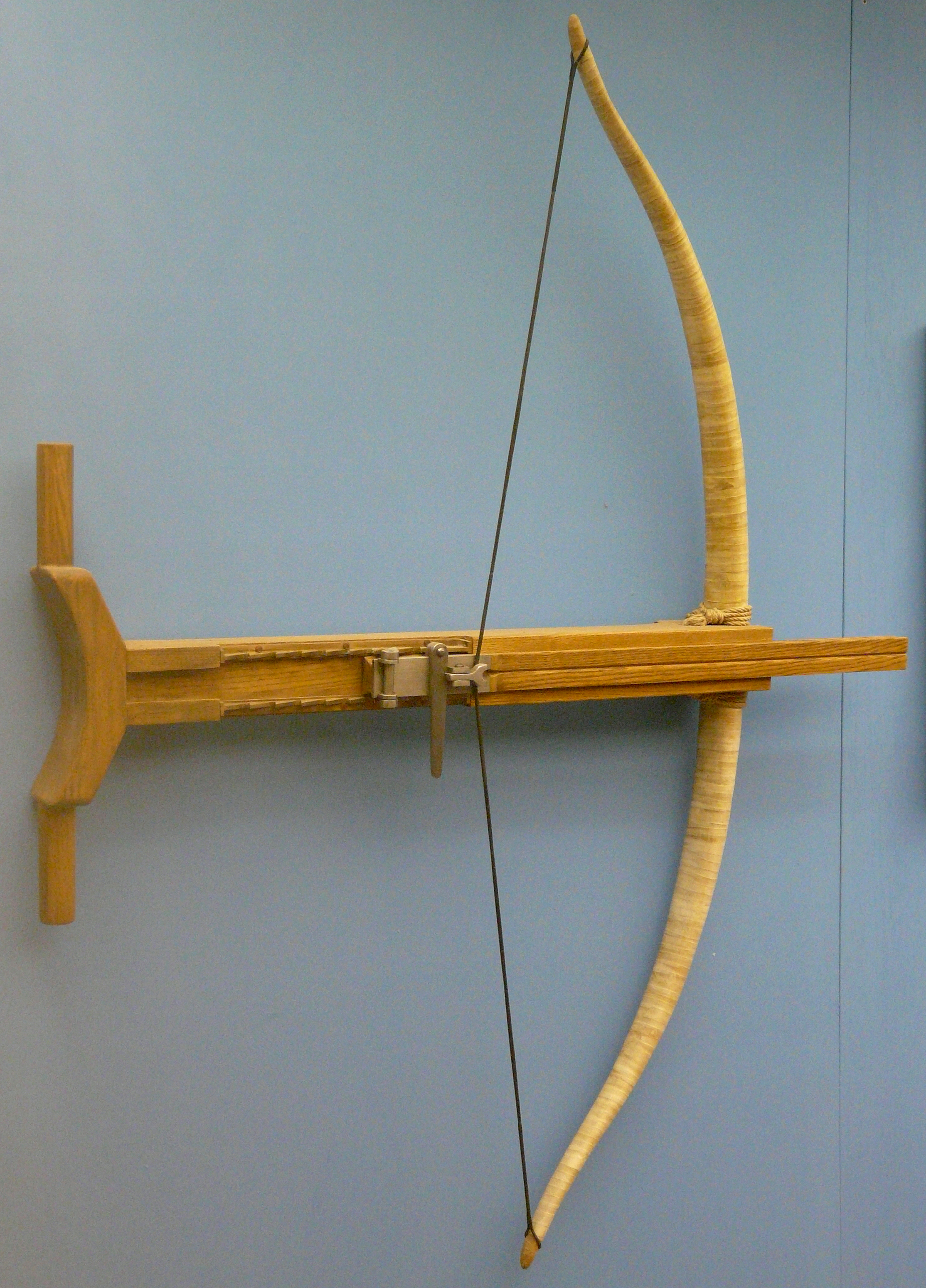
Gastrafetes
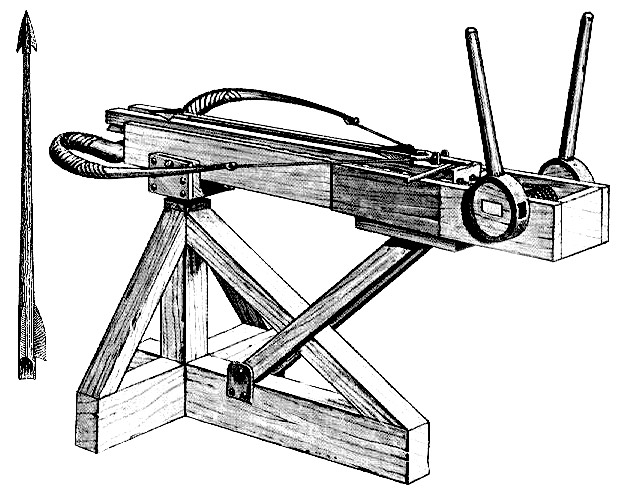
Oxybolos
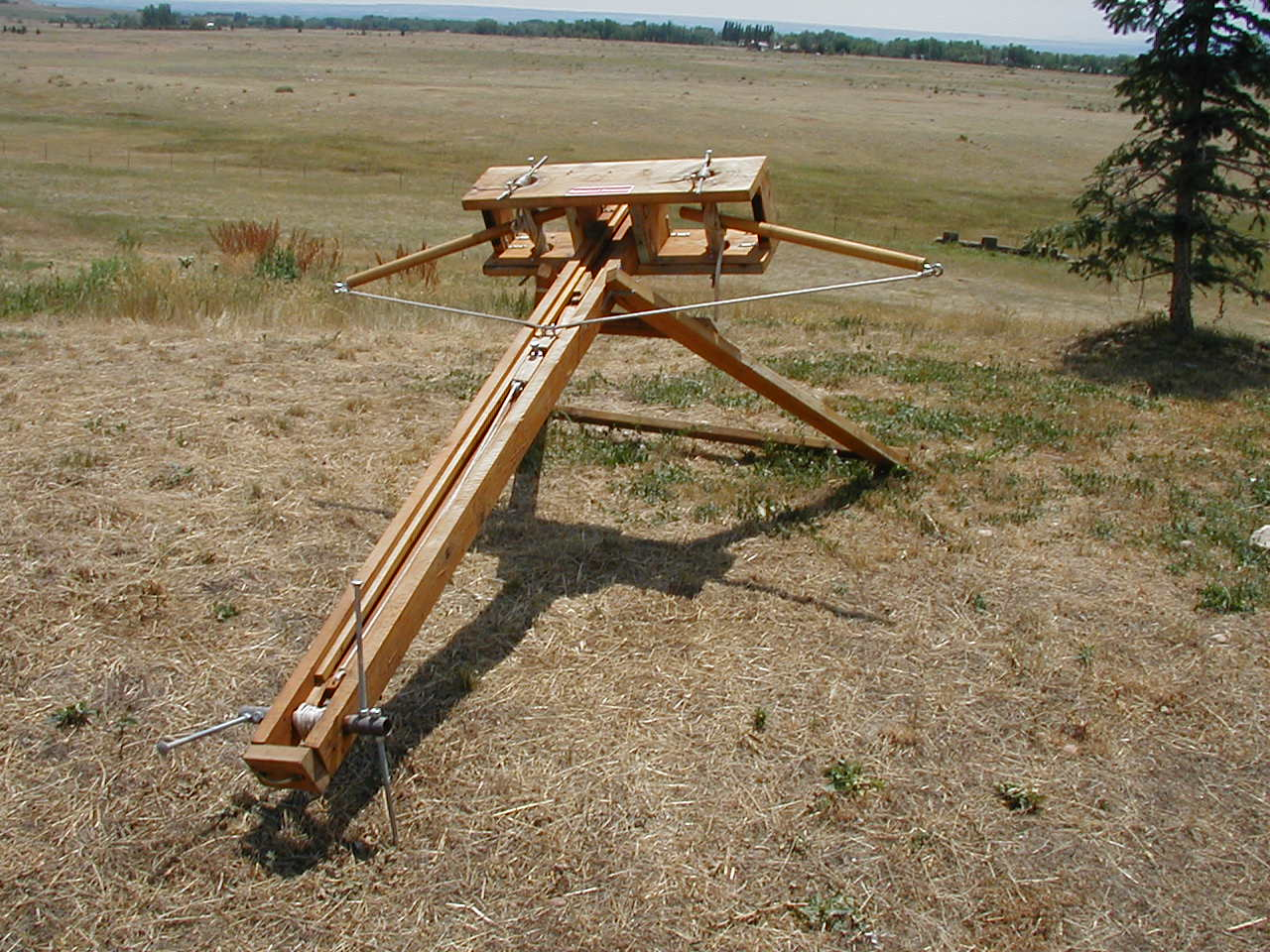
Balista
Balista
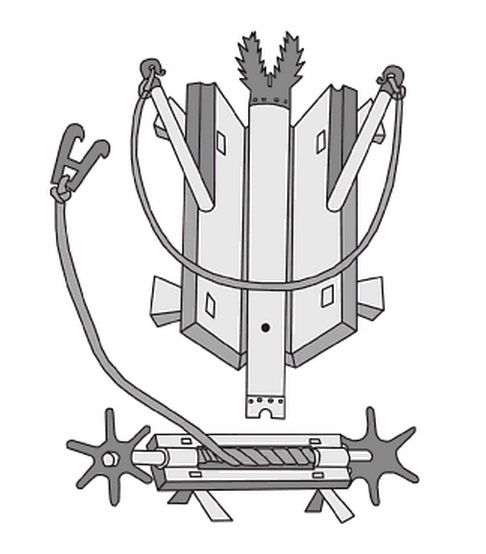
Espringal